# Праздник песни (Литва)
Праздник песни (лит. Dainų šventė) — традиционное культурное мероприятие в Литве, фестиваль национальных песенных коллективов, хоров, танцевальных коллективов и фольклорных творческих групп. Праздник проводится в среднем каждые пять лет в Вильнюсе, с 1924 года. 
В Латвии и Эстонии проводятся аналогичные праздники — латыш. Dziesmu un deju svētki и эст. Laulupidu. Все три прибалтийских праздника песни и танца в 2008 году включены в список культурного наследия ЮНЕСКО.

## История
В начале XIX века в Германии, Австрии и Швейцарии начали проводиться массовые фестивали хоров и танцевальных коллективов, с течением времени традиция распространилась и на Прибалтику — массовые праздники песни и танца стали проводиться в Эстонии и Латвии с конца XIX века. Хоровое фольклорное движение росло и в Литве, коллективы из Литвы участвовали в фестивалях, проводимых в других прибалтийских странах. В 1895 году литовский хормейстер и писатель Видунас организовал первый праздник песни в Малой Литве.
Первый официальный Праздник песни состоялся в Литве 23 и 24 августа 1924 года, в нём приняли участие 77 хоров, объединивших порядка 3000 певцов, и 50 000 слушателей. Важную роль в проведении фестиваля сыграли известные литовские композиторы и дирижёры Стасис Шимкус и Юозас Науялис. Второй праздник прошёл в 1928 году. Третий был приурочен к 500-летию со дня смерти великого князя Витовта и прошёл в 1930 году. Параллельно проходили также региональные праздники в Клайпеде, Каунасе и других городах.
В советский период праздники также проводились каждые несколько лет. Параллельно с этим проводились объединяющие эмигрировавших литовцев праздники за границей — в Германии, США, Канаде. 
В 1952 и 1953 годах в Игарке прошли праздники песни, организованные литовцами, сосланными в Сибирь в 1940-х.
Проводится в парке Вингис (некоторые мероприятия — на стадионе LFF).  

Первый праздник в независимой Литве состоялся в 1990 году.  

XIX Праздник песни состоялся в 2014 году; 

XX Праздник песни (Šimtmečio Dainų šventė, посвящен 100-летию восстановления независимого Литовского государства) — в 2018 году, в прямом эфире по государственному телевидению его посмотрели рекордные 300 тыс зрителей. В ознаменование этого события выпущена памятная монета номиналом 2 евро.